# Litus sutil
Litus sutil är en stekelart som beskrevs av Triapitsyn och Vladimir V. Berezovskiy 2004. Litus sutil ingår i släktet Litus och familjen dvärgsteklar.
Artens utbredningsområde är Thailand. Inga underarter finns listade i Catalogue of Life.
Artens namn Litus sutil är en palindrom.